# Thomas Scott Allen
Thomas Scott Allen (né le 26 juillet 1825 à Andover dans le comté d'Allegany, État de New York, et décédé le 12 décembre 1905 à Oshkosh dans le comté de Winnebago, État du Wisconsin) est un brigadier-général de l'Union. Il est enterré à Oshkosh.

## Guerre de Sécession
Il s'engage le 11 juin 1861, en tant que capitaine, dans le 2nd Wisconsin Volunteer Infantry, qui fera partie de la fameuse « Iron Brigade » de l'armée du Potomac.
Il est promu major le 22 août 1861, puis lieutenant-colonel le 1er septembre 1862.
Il prend le commandement du 5th Wisconsin Volunteer Infantry après avoir été promu colonel le 26 janvier 1863.
Le 13 mars 1865, il est promu brigadier-général, alors qu'il avait quitté le service actif le 2 août 1864.